# バンコク国立美術館

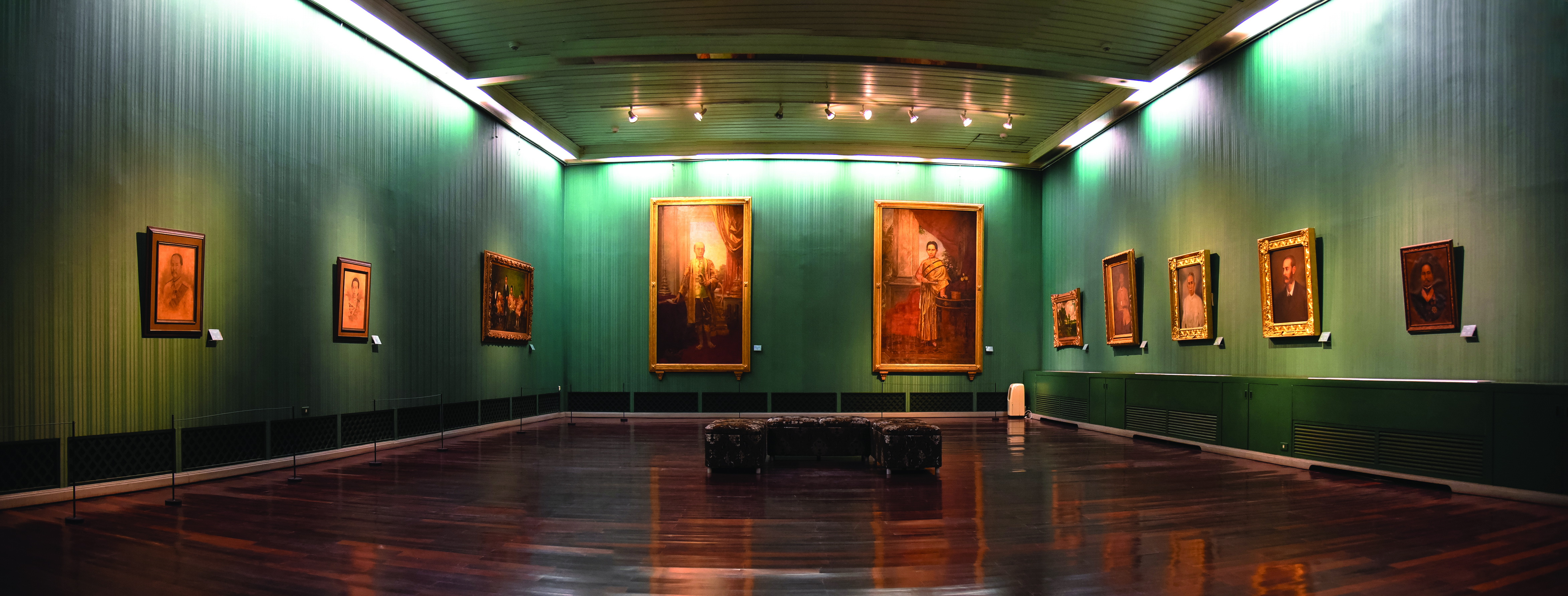
館内展示

バンコク国立美術館（タイ語:พิพิธภัณฑสถานแห่งชาติ หอศิลป์、英語:The National Gallery, Bangkok）は、タイ王国バンコクにある国立美術館。

## 概要
バンコク国立美術館は、タイ王国芸術局によって、タイの伝統美術・現代美術の収集と展示のために1977年8月8日に創設された国立美術館。美術館にはタイ美術史上重要な国王や国家芸術家の作品を展示した常設展示室と、内外の作品を紹介する企画展示室がある。

## 沿革
美術館の所在地には、ラーマ1世治世時に副王の宮殿があったが、ラーマ5世治世時に宮殿を取り壊し、1902年に王室お雇いのイタリア人設計技師カルロ・アルレグリ（Carlo Allegeri）が造幣局庁舎を建設。この造幣局庁舎はイギリスバーミンガムの工場の設計を模しており、本館は二階建て、両翼の建物は一階建て。1902年2月4日に落成してから、1968年まで使用された。その後、1974年4月19日に財務省から美術局に管理が移り、美術館として改装され、1977年8月8日に美術館として開館。1978年8月22日には国家歴史建造物に指定された。

## 立地
- バンコク、プラナコーン区、ヂャオファー通り5（5 ถนนเจ้าฟ้า เขตพระนคร กรุงเทพมหานคร 10200）

## 施設
美術館の総床面積は4,130m2。館内の施設として、常設展示室（930.5m2） 、企画展示室（1,410m2）、オーディトリアム（475m2） 、講義室、図書室、ブックストア兼ミュージアムショップがある。月一で日本語ガイドもあり。
開館時間は9:00-16:00。月および火曜、祝日休館。入館料外国人200バーツ、タイ人30バーツ。制服を着たタイ学生、僧、聖職者無料。

## 代表的な展示作品
- ラーマ5世
- ラーマ6世
- ラーマ9世
- マーニット・プーアーリー - 国家芸術家
- ヂャムラット・ギリアットゴーン（จำรัส เกียรติก้อง）
- バンヂョップ・プラーウォン（บรรจบ พลาวงศ์）
- ミーシアム・イップインソイ（มีเซียม ยิบอินซอย）
- フア・ハリピタック - 国家芸術家
- チット・リアンプラチャー（ชิต เหรียญประชา） - 国家芸術家
- プリーチャー・タオトーン（ปรีชา เถาทอง） - 国家芸術家
- シン・ピーラシー
- キヤン・イムシリ（เขียน ยิ้มศิริ）
- サワディ・タンティスック（สวัสดิ์ ตันติสุข）